# Theodor Tantzen der Jüngere

Theodor Tantzen

Theodor Johann Tantzen der Jüngere (* 14. Juni 1877 in Heering bei Abbehausen, Großherzogtum Oldenburg; † 11. Januar 1947 in Oldenburg) war ein deutscher Landwirt und liberaler Politiker (FVP, DDP, FDP). Er war von 1911 bis 1919 und von 1923 bis 1928 Abgeordneter im Oldenburgischen Landtag, 1919 Mitglied der Weimarer Nationalversammlung sowie von 1928 bis 1930 Mitglied des Reichstages. Von 1919 bis 1923 und erneut von 1945 bis 1946 war Tantzen Ministerpräsident des Freistaates Oldenburg und nach dessen Auflösung von 1946 bis zu seinem Tod 1947 Verkehrsminister von Niedersachsen.

## Leben

### Familie und frühe Jahre
Theodor Tantzen wurde als Sohn des Landwirts Theodor Johann Tantzen d. Ä. und Anna Magdalene geb. Lührs (1835–1919) geboren. Er entstammte einer alteingesessenen Butjadinger Bauernfamilie, die zu den Honoratioren des Oldenburger Landes zählte. Wie auch sein Vater, war auch Tantzens Großvater Hergen Tantzen (1789–1853) bereits Abgeordneter des Oldenburgischen Landtags. Weiterhin gehörten auch Tantzens Bruder Ernst (1857–1926) und ein Vetter, Hergen Robert Tantzen (1860–1944), diesem Gremium an, sodass zeitweilig drei Tantzen dem Landtag angehörten.
Nach einem dreijährigen Volksschulbesuch in Abbehausen besuchte er in Oldenburg die seinerzeitige Oberrealschule, das heutige Herbartgymnasium Oldenburg. In dieser Zeit wohnte er bei seiner Schwester Henriette (1862–1941) und war mit ihrem Sohn, dem späteren Philosophen Karl Jaspers, befreundet. Er schloss die Schule 1892 mit dem Einjährigenzeugnis ab und kehrte auf den elterlichen Bauernhof in Heering zurück, den er nach dem Tod des Vaters 1893 übernahm. Seinen Wehrdienst leistete er als Einjährig-Freiwilliger 1895/96 beim 2. Königlich Sächsischen Jäger-Bataillon Nr. 13 in Dresden ab. Am 10. September 1901 heiratete er die Pastorentochter Ottilie Margarete Fischer von Baltrum (1879–1972). Aus der Ehe gingen fünf Söhne hervor, von denen drei den Zweiten Weltkrieg überlebten.
Tantzen entwickelte sich zum Experten für Viehzucht und wurde Mitglied der Landwirtschaftskammer Oldenburg und der Viehverwertungsstelle. In dieser Funktion reiste er während des Ersten Weltkrieges ins neutrale Dänemark und organisierte den Import von Zuchtvieh.

### Eintritt in die Politik
Bereits 1897 war Tantzen, die Familientradition der politischen Betätigung fortführend, in die Freisinnige Volkspartei eingetreten, die 1910 in die Fortschrittliche Volkspartei (FVP) umgewandelt wurde. Bei den Wahlen zum Gemeinderat von Abbehausen im Oktober 1901 kam sein Name wegen eines Formfehlers fälschlicherweise nicht auf die Wahlliste. Wenig später wurde er zwar vom Gemeinderat zum Bezirksvorsteher für die Zeit von 1902 bis 1906 gewählt, nahm die Wahl aber wegen seiner Tätigkeit für den Handelsvertragsverein, eines die Linksliberalen unterstützenden Verbandes, und sein politisches Engagement im Reichstagswahlkampf von 1903 nicht an. Dem Gemeinderat von Abbehausen schloss er sich trotzdem an.
Im Februar 1911 wurde er in den Vorstand der Fortschrittlichen Volkspartei gewählt und noch im selben Jahr Landtagsabgeordneter. Er war Befürworter des Freihandels und gegen eine Schutzzollpolitik; außerdem setzte er sich für Reformen im Schulwesen ein. Er befürwortete eine generelle Demokratisierung und Zusammenarbeit mit der Sozialdemokratie.
1916 wurde er von seiner Partei zum Vorsitzenden ihres Bezirks Oldenburg/Ostfriesland gewählt. Durch Kriegserfahrungen in Polen wandelte er sich zum Pazifisten. In der Novemberrevolution 1918 spielte er eine entscheidende Rolle und wurde neben dem SPD-Abgeordneten Paul Hug und weiteren ab dem 11. November 1918 Mitglied der oldenburgischen Übergangsregierung, dem sogenannten Direktorium, dem er quasi als Minister angehörte. Bereits am 9. November war er außerdem in den Oldenburger Soldatenrat gewählt worden.

### In der Weimarer Republik
In der Zeit nach dem Ersten Weltkrieg wurde Tantzen nach Auflösung der FVP Mitglied der DDP, zu deren Neugründung er bereits am 26. November 1918 aufgerufen hatte, da er eine deutliche Abgrenzung zu den aus der Vorkriegs- und der Weltkriegszeit belasteten Nationalliberalen anstrebte.
Am 19. Januar 1919 wurde er für den Wahlkreis 15 (Aurich-Oldenburg-Osnabrück) in die verfassunggebende Weimarer Nationalversammlung gewählt. An den Verhandlungen zur Verfassung in Weimar im Oktober 1919 hatte er ebenso Anteil, wie an den Beratungen der verfassunggebenden Landesversammlung im Freistaat Oldenburg, in die er am 23. Februar 1919 gewählt worden war. Nachdem diese Verfassung am 17. Juni angenommen wurde, wählte der Landtag Tantzen als Führer der stärksten Partei (30,5 %) am 21. Juni 1919 folgerichtig zum Ministerpräsidenten. Nach der Juniwahl von 1920 wurde er in seinem Amt bestätigt. Neben der Führung des Gesamtministeriums fungierte er ebenso als Leiter des Außen- und Innenministeriums sowie ab dem 1. Oktober 1921 auch als Leiter des Ministeriums für Kirchen und Schulen. Im Oktober 1919 gründete Tantzen die Oldenburgische Ordnungspolizei als zweite staatliche Polizei neben dem Oldenburgischen Gendarmeriekorps.
Tantzens republikanische und demokratische Gesinnung kam in der Folge mit seinen klaren Absagen an monarchistische Restaurationsversuche, alleinige Herrschaftsansprüche der Rätebewegung und in seinen strikten Maßnahmen zur Abwehr des Kapp-Putsches im März 1920 klar zum Ausdruck. Tantzen stellte sich als Ministerpräsident mit Nachdruck hinter die Reichsregierung, ließ sich die vollziehende Gewalt für Oldenburg und das preußische Wilhelmshaven übertragen und deckte drastische Maßnahmen gegen putschistische Offiziere. Die schleppende Bewältigung des Putsches und mangelnde Verfolgung und Bestrafung der Schuldigen nahm er mehrfach zum Anlass sich bei dem zuständigen Reichswehrminister, seinem Parteifreund Otto Geßler, zu beschweren, was harte Auseinandersetzungen in den Vorstandssitzungen der DDP zur Folge hatte.
Dem Vorstand seiner Partei gehörte Tantzen die meiste Zeit während der Weimarer Republik an. 1918/19 war er zunächst im provisorischen Hauptvorstand, 1921/22 dann im Vorstand als amtierender Staatsminister, 1925/27 im Parteiausschuss und 1927/30 als gewähltes Vorstandsmitglied tätig. Als linksstehender Demokrat war er allerdings Teil einer Minderheit in dem Gremium und konnte seine Überzeugungen zur Republikanisierung der Reichswehr und zur Zusammenarbeit mit der SPD nicht durchsetzen. Lediglich nach dem Mord an Walther Rathenau am 24. Juni 1922 kam es zu einer kurzzeitigen Annäherung mit den eher restauratorisch orientierten Vertretern seiner Partei, wie Erich Koch-Weser und Hugo Preuß.
1923 endete die kurze Phase der Weimarer Koalition in Oldenburg und damit auch Tantzens Ministerpräsidentenschaft. Zwar wollte er mit Einverständnis von Reichskanzler Wilhelm Cuno die Neuwahlen zum Landtag wegen der Ruhrbesetzung, bei der auch der oldenburgische Landesteil Birkenfeld von französischen Truppen besetzt wurde, hinausschieben. Der Landtag lehnte die dafür erforderliche Verfassungsänderung allerdings mit den Stimmen der Rechten und Teilen der gespaltenen Zentrumsfraktion ab. Tantzen legte daraufhin sein Amt freiwillig nieder, sodass in der Folge durch das Nichtzustandekommens stabiler Mehrheiten im Oldenburgischen Landtag Beamtenregierungen im Grunde bis 1932 regierten.
1924 unternahm er eine Informationsreise in die Vereinigten Staaten, im September 1926 eine gut vierwöchige Informationsreise durch Russland und die Ukraine, wo er mit sowjetischen Landwirtschaftsexperten zusammentraf. Die Reise führte mit dem Passagierschiff Preußen von Stettin aus nach Leningrad, von dort aus nach Moskau, Charkow, Noworossijsk und Odessa, von wo aus er über Polen nach Deutschland zurück reiste.
Nach den negativen Erfahrungen zu Mehrheitsbildung und Beamtenregierungen in Oldenburg wandte sich Tantzen in den Folgejahren der Reichspolitik zu und votierte unter anderem für eine Neugliederung der Länder im Deutschen Reich mittels der Reichsreform. Seit der Wahlen im Mai 1928 saß er für den Wahlkreis 13 (Schleswig-Holstein) als Teil der DDP-Fraktion im Reichstag. Erneut setzte er sich für eine Agrarpolitik im Sinne des von ihm wesentlich mitbestimmten Agrarprogramms der DDP von 1927 ein, das bäuerliche Familienbetriebe fördern sollte.
Am 24. April 1930 trat er aus der DDP aus und legte im Mai auch sein Reichstagsmandat nieder, nachdem es wegen seiner Haltung in der Agrarfrage zu schweren Auseinandersetzungen mit Ernährungsminister Hermann Dietrich (ebenfalls DDP) gekommen war. Dabei spielte auch Tantzens Gegnerschaft zur nun gegründeten Präsidialregierung des Kabinetts Brüning I, dem Dietrich als Wirtschaftsminister angehörte, eine Rolle. Tantzen befürwortete stattdessen die Gründung einer vereinigten liberalen Mittelpartei, die eine Regierungsbildung durch Mehrheiten erleichtern sollte. Sein Parteiaustritt fand weite Beachtung und der Zusammenschluss von DDP und Jungdeutschem Orden zur Deutschen Staatspartei Ende Juli 1930 kann letztlich als Folge seines Austritts gewertet werden.
Tantzen gehörte während der Weimarer Republik der Republikschutzorganisation Reichsbanner Schwarz-Rot-Gold an.

### In der Zeit des Nationalsozialismus
Tantzen war als Demokrat klarer Gegner des Nationalsozialismus, erkannte aber dessen Anziehungskraft auf die evangelische bäuerliche Bevölkerung seiner Heimat seit 1928 und besonders zur Reichstagswahl vom September 1930, bei denen der NSDAP mit 27,6 % der Stimmen in Oldenburg der Durchbruch gelang. Im Frühling 1931 gab er deshalb anonym eine Broschüre mit dem Titel Bürger und Bauer, erwache! heraus, die kritisches Material über den Nationalsozialismus und seine führenden Männer enthielt. Die Wirksamkeit belegen zahlreiche Proteste der Rechten gegen die Veröffentlichung, den Untergang der Weimarer Republik war allerdings nicht aufzuhalten. Vor der Märzwahl 1933 machte Tantzen zusammen mit Hermann Dietrich, nun Vorsitzender der Staatspartei, einen letzten Versuch mit der SPD eine Listenverbindung einzugehen. Die Listenverbindung kam noch zustande, die Wahl ging jedoch trotzdem klar zugunsten der NSDAP verloren.
Nach der Machtergreifung musste Tantzen jede politische Betätigung aufgeben und zog sich auf seinen Hof zurück. Als Gegner des Nationalsozialismus wurde er zu Beginn des Zweiten Weltkrieges vom 1. bis zum 20. September 1939 inhaftiert. Da er von den Verschwörern des 20. Juli 1944 als Unterbeauftragter im Wehrkreis X (Hamburg) benannt worden war, wurde er am Tag nach dem gescheiterten Attentat in Bremen erneut verhaftet und anschließend in verschiedenen Gefängnissen sowie im Konzentrationslager Ravensbrück festgehalten. Unter anderem saß er in der Strafanstalt Tegel und im Gefängnis Lehrter Straße in Berlin ein. Am 10. Dezember 1944 wurde er entlassen. Am 20. April 1945 kam er erneut in Haft und kam fünf Tage später aus dem Gerichtsgefängnis Nordenham wiederum frei.

### Nach dem Zweiten Weltkrieg
Nach dem Zweiten Weltkrieg trat er 1945 der von seinem Sohn Theodor gegründeten Union freier Demokraten Deutschlands bei. Diese schloss sich in der britischen Besatzungszone 1946 der FDP an.
Der Britischen Militärregierung war Tantzen als ehemaliger Regierungschef von Oldenburg bekannt und so ernannte sie ihn bereits am 16. Mai 1945 zum vorläufigen Ministerpräsidenten des zunächst wiederhergestellten Landes Oldenburg. Tantzen stand so, wie auch nach dem Ersten Weltkrieg, erneut nach einem verlorenen Krieg an der Spitze der oldenburgischen Regierung. Er vertrat Positionen der Atlantiker und befürwortete eine politische Union mittel- und westeuropäischer Staaten, die auf gemeinsamen Überzeugungen und Werten beruhen sollte. Für die Verfolgung und Verurteilung der Hauptverantwortlichen der Nationalsozialistischen Herrschaft setzte er sich kompromisslos ein und vertrat, im Sinne seines Neffen Karl Jaspers, dessen Thesen zur Schuldfrage der Deutschen.
Politisch strebte Tantzen eine erneute Unabhängigkeit für das Land Oldenburg innerhalb eines deutschen Staates an und trat damit den Plänen des späteren ersten Ministerpräsidenten des Landes Niedersachsen Hinrich Wilhelm Kopf nach einer Vereinigung Oldenburgs mit Hannover, Schaumburg-Lippe und Braunschweig entgegen. Die britische Besatzungsmacht griff Kopfs Vorschlag schließlich auf. Tantzen trat in der Folge in die erste niedersächsische Regierung des Ministerpräsidenten Kopf als Verkehrsminister und stellvertretender Ministerpräsident ein. Am 6. November 1946 hielt er als oldenburgischer Ministerpräsident die letzte Rede im oldenburgischen Landtag.
Theodor Tantzen verstarb am 11. Januar 1947 an den Folgen eines Schlaganfalles in seinem Dienstzimmer in Oldenburg. Sein Leichnam wurde zuerst auf seinem Hof beigesetzt, aber 1955 auf den Friedhof in Abbehausen umgebettet. Sein Nachlass befindet sich im Niedersächsischen Landesarchiv, Standort Oldenburg.

## Abgeordneter
Theodor Tantzen war von 1911 bis 1919 Mitglied des Oldenburgischen Landtags des Großherzogtums Oldenburg. Von 1923 bis 1928 war er Landtagsabgeordneter im Freistaat Oldenburg und von Januar bis 1946 im ernannten Landtag.
Von Januar bis Oktober 1919 gehörte Tantzen der Weimarer Nationalversammlung an, und von Mai 1928 bis Mai 1930 war er Abgeordneter des Reichstags der Weimarer Republik.

## Staatsämter
Von 1919 bis 1923 und von 1945 bis 1946 war er Ministerpräsident des Freistaates Oldenburg. Von 1946 bis zu seinem Tod 1947 war er Verkehrsminister von Niedersachsen.

## Ehrungen
In Oldenburg wurde 1953 der Platz beim ehemaligen Landtagsgebäude und Staatsministerium Oldenburg nach ihm benannt. Er gilt als bedeutendster demokratische Politiker, den das Land Oldenburg hervorgebracht hat.